# Houffalize
Houffalize (in lussemburghese Haufelescht, in vallone Oufalijhe, in tedesco Hohenfels) è un comune belga di 5 068 abitanti, situato nella provincia vallona del Lussemburgo.